# Broån, Hedemora
Broån är ett vattendrag i Hedemora, Dalarnas län, som förbinder Brunnsjön med Dalälven. 
Ån kallas i folkmun "Skitån" och har problem med övergödning (främst av fosfor), miljögifter (inte minst zink) samt syrebrist. I sällsynta fall vandrar fiskar, däribland stäm, tillfälligt upp i Broån.